# Elaeagnus delavayi
Elaeagnus delavayi är en havtornsväxtart som beskrevs av Paul Lecomte. Elaeagnus delavayi ingår i släktet silverbuskar, och familjen havtornsväxter. Inga underarter finns listade i Catalogue of Life.